# Trophées du meilleur joueur de la NFL (MVP)

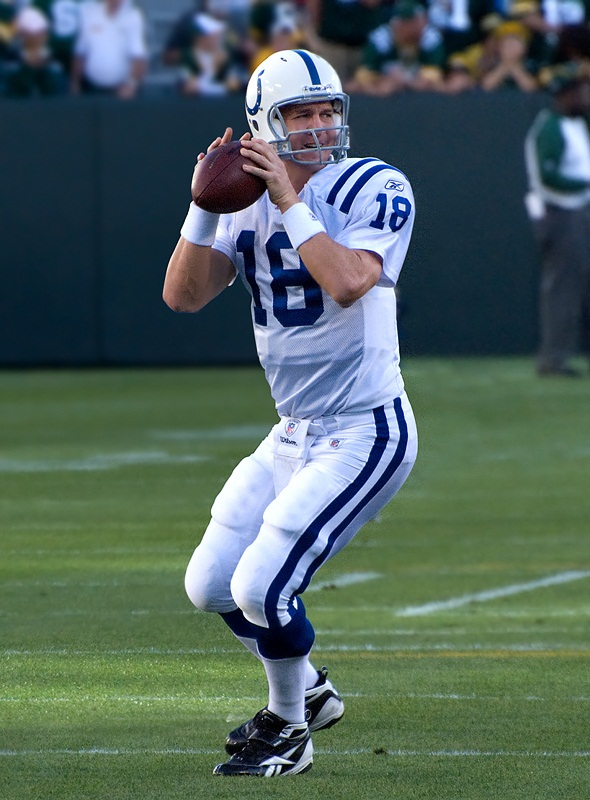
Peyton Manning a été désigné MVP à cinq reprises, record de l'histoire de la NFL.

Le trophée du meilleur joueur de la NFL (MVP) (en anglais, National Football League Most Valuable Player Award) est remis chaque année par trois organisations, l'Associated Press, le Sporting News et la Pro Football Writers Association (en) (PFWA).
Ces prix sont décernés au joueur de football américain le plus remarquable (Most Valuable Player) de la saison régulière de la National Football League.
Le premier trophée de ce genre et de l'histoire de la NFL était dénommé Joe F. Carr Trophy. Celui-ci fut décerné par la NFL entre 1938 et 1946.
De nos jours, c'est le trophée remis par l'Associated Press qui est de facto considéré comme le trophée MVP officiel de la NFL. Depuis la saison 2011, c'est la NFL qui organise la cérémonie annuelle de remise de ce trophée.

## Les prix actuels

### Remis par l'Associated Press(1957-présent)
L'Associated Press (AP) remet son prix du meilleur joueur NFL de la saison (MVP) depuis la saison 1957,.
Le lauréat est désigné en fin de saison régulière à la suite d'un vote effectué par un panel de 50 journalistes sportifs. Ce vote est effectué avant le début des séries éliminatoires mais son résultat n'est rendu public que la veille du Super Bowl.

### Remis par la Pro Football Writers Association(1975-présent)
La Pro Football Writers of America (PFWA) (en), composée de 300 écrivains, rédacteurs et chroniqueurs sportifs couvrent le football américain professionnel, a décerné son premier trophée du meilleur joueur de la saison NFL (MVP) en 1966.  Après une interruption de 8 années, le trophée est de nouveau décerné dès la saison 1975. Comme pour tous les trophées remis par la PFWA, chaque membre de cette association est éligible pour voter.

### Remis par le Sporting News(1954-présent)
Le magazine Sporting News a commencé à décerner son trophée du meilleur joueur de la saison en NFL (MVP) au terme de la saison régulière 1954. 
Entre 1970 et 1979, le magazine désignait un lauréat pour chaque conférence :
- un pour l'American Football Conference (AFC)
- un pour la National Football Conference (NFC).

Dès la saison 1980, ils reviennent à la formule du lauréat unique mais depuis la saison 2012, le Sporting News choisi : 
- un lauréat parmi les joueurs offensifs
- un lauréat parmi les joueurs défensifs[5],[6].

## Les anciens prix

### Joe F. Carr Trophy(1938-1946)
| Saison | Joueur           | Équipe                 | Position      |
| ------ | ---------------- | ---------------------- | ------------- |
| 1938   | Mel Hein         | Giants de New York     | Centre        |
| 1939   | Parker Hall (en) | Rams de Cleveland      | Halfback      |
| 1940   | Ace Parker (en)  | Dodgers de Brooklyn    | Halfback      |
| 1941   | Don Hutson       | Packers de Green Bay   | Wide receiver |
| 1942   | Don Hutson       | Packers de Green Bay   | End           |
| 1943   | Sid Luckman      | Bears de Chicago       | Quarterback   |
| 1944   | Frank Sinkwich   | Lions de Détroit       | Halfback      |
| 1945   | Bob Waterfield   | Rams de Cleveland      | Quarterback   |
| 1946   | Bill Dudley      | Steelers de Pittsburgh | Halfback      |

### Remis par laUnited Press International(1948-1969)
Ce prix a été remis de 1948 à 1969 exception en 1949, 1950 et 1952. À partir de 1970, il a été remis séparément au meilleur joueur de l'American Football Conference et de la National Football Conference.
| Saison | Joueur             | Équipe                 | Position         |
| ------ | ------------------ | ---------------------- | ---------------- |
| 1948   | Pat Harder (en)    | Cardinals de Chicago   | Fullback         |
| 1949   | Pas de vainqueur   | Pas de vainqueur       | Pas de vainqueur |
| 1950   | Pas de vainqueur   | Pas de vainqueur       | Pas de vainqueur |
| 1951   | Otto Graham        | Browns de Cleveland    | Quarterback      |
| 1952   | Pas de vainqueur   | Pas de vainqueur       | Pas de vainqueur |
| 1953   | Otto Graham        | Browns de Cleveland    | Quarterback      |
| 1954   | Joe Perry (en)     | 49ers de San Francisco | Fullback         |
| 1955   | Otto Graham        | Browns de Cleveland    | Quarterback      |
| 1956   | Frank Gifford      | Giants de New York     | Halfback         |
| 1957   | Y. A. Tittle       | 49ers de San Francisco | Quarterback      |
| 1958   | Jim Brown          | Browns de Cleveland    | Fullback         |
| 1959   | Johnny Unitas      | Colts de Baltimore     | Quarterback      |
| 1960   | Norm Van Brocklin  | Eagles de Philadelphie | Quarterback      |
| 1961   | Paul Hornung       | Packers de Green Bay   | Halfback         |
| 1962   | Y. A. Tittle       | Giants de New York     | Quarterback      |
| 1963   | Jim Brown          | Browns de Cleveland    | Fullback         |
| 1964   | Johnny Unitas      | Colts de Baltimore     | Quarterback      |
| 1965   | Jim Brown          | Browns de Cleveland    | Fullback         |
| 1966   | Bart Starr         | Packers de Green Bay   | Quarterback      |
| 1967   | Johnny Unitas      | Colts de Baltimore     | Quarterback      |
| 1968   | Earl Morrall       | Colts de Baltimore     | Quarterback      |
| 1969   | Roman Gabriel (en) | Rams de Los Angeles    | Quarterback      |

### Remis par la Newspaper Enterprise Association(1955-2008)
| Saison | Joueur                 | Équipe                                 | Position                 |
| ------ | ---------------------- | -------------------------------------- | ------------------------ |
| 1955   | Harlon Hill (en)       | Bears de Chicago                       | End                      |
| 1956   | Frank Gifford          | Giants de New York                     | Running back             |
| 1957   | Johnny Unitas          | Colts de Baltimore                     | Quarterback              |
| 1958   | Jim Brown              | Browns de Cleveland                    | Fullback                 |
| 1959   | Charlie Conerly        | Giants de New York                     | Quarterback              |
| 1960   | Norm Van Brocklin      | Eagles de Philadelphie                 | Quarterback              |
| 1961   | Y. A. Tittle           | Giants de New York                     | Quarterback              |
| 1962   | Jim Taylor             | Packers de Green Bay                   | Running back             |
| 1963   | Y. A. Tittle Jim Brown | Giants de New York Browns de Cleveland | Quarterback Running Back |
| 1964   | Lenny Moore (en)       | Colts de Baltimore                     | Halfback                 |
| 1965   | Jim Brown              | Browns de Cleveland                    | Running back             |
| 1966   | Bart Starr             | Packers de Green Bay                   | Quarterback              |
| 1967   | Johnny Unitas          | Colts de Baltimore                     | Quarterback              |
| 1968   | Earl Morrall           | Colts de Baltimore                     | Quarterback              |
| 1969   | Roman Gabriel (en)     | Los Angeles Rams                       | Quarterback              |
| 1970   | John Brodie            | 49ers de San Francisco                 | Quarterback              |
| 1971   | Bob Griese             | Dolphins de Miami                      | Quarterback              |
| 1972   | Larry Brown            | Redskins de Washington                 | Running back             |
| 1973   | O. J. Simpson          | Bills de Buffalo                       | Running back             |
| 1974   | Ken Stabler            | Raiders d'Oakland                      | Quarterback              |
| 1975   | Fran Tarkenton         | Vikings du Minnesota                   | Quarterback              |
| 1976   | Bert Jones (en)        | Colts de Baltimore                     | Quarterback              |
| 1977   | Walter Payton          | Bears de Chicago                       | Running back             |
| 1978   | Earl Campbell          | Houston Oilers                         | Running back             |
| 1979   | Earl Campbell          | Houston Oilers                         | Running back             |
| 1980   | Earl Campbell          | Houston Oilers                         | Running back             |
| 1981   | Ken Anderson           | Bengals de Cincinnati                  | Quarterback              |
| 1982   | Dan Fouts              | Chargers de San Diego                  | Quarterback              |
| 1983   | Joe Theismann          | Redskins de Washington                 | Quarterback              |
| 1984   | Dan Marino             | Dolphins de Miami                      | Quarterback              |
| 1985   | Walter Payton          | Bears de Chicago                       | Running back             |
| 1986   | Phil Simms             | Giants de New York                     | Quarterback              |
| 1987   | Jerry Rice             | 49ers de San Francisco                 | Wide Receiver            |
| 1988   | Roger Craig            | 49ers de San Francisco                 | Running back             |
| 1989   | Joe Montana            | 49ers de San Francisco                 | Quarterback              |
| 1990   | Warren Moon            | Houston Oilers                         | Quarterback              |
| 1991   | Thurman Thomas         | Bills de Buffalo                       | Running back             |
| 1992   | Emmitt Smith           | Cowboys de Dallas                      | Running back             |
| 1993   | Emmitt Smith           | Cowboys de Dallas                      | Running back             |
| 1994   | Steve Young            | 49ers de San Francisco                 | Quarterback              |
| 1995   | Brett Favre            | Packers de Green Bay                   | Quarterback              |
| 1996   | Brett Favre            | Packers de Green Bay                   | Quarterback              |
| 1997   | Barry Sanders          | Lions de Détroit                       | Running back             |
| 1998   | Randall Cunningham     | Vikings du Minnesota                   | Quarterback              |
| 1999   | Kurt Warner            | Rams de Saint-Louis                    | Quarterback              |
| 2000   | Marshall Faulk         | Rams de Saint-Louis                    | Running back             |
| 2001   | Kurt Warner            | Rams de Saint-Louis                    | Quarterback              |
| 2002   | Rich Gannon            | Raiders d'Oakland                      | Quarterback              |
| 2003   | Peyton Manning         | Colts d'Indianapolis                   | Quarterback              |
| 2004   | Peyton Manning         | Colts d'Indianapolis                   | Quarterback              |
| 2005   | Shaun Alexander        | Seahawks de Seattle                    | Running back             |
| 2006   | LaDainian Tomlinson    | Chargers de San Diego                  | Running back             |
| 2007   | Tom Brady              | Patriots de la Nouvelle-Angleterre     | Quarterback              |
| 2008   | Kurt Warner (3)        | Cardinals de l'Arizona                 | Quarterback              |